# Ardlamont Point

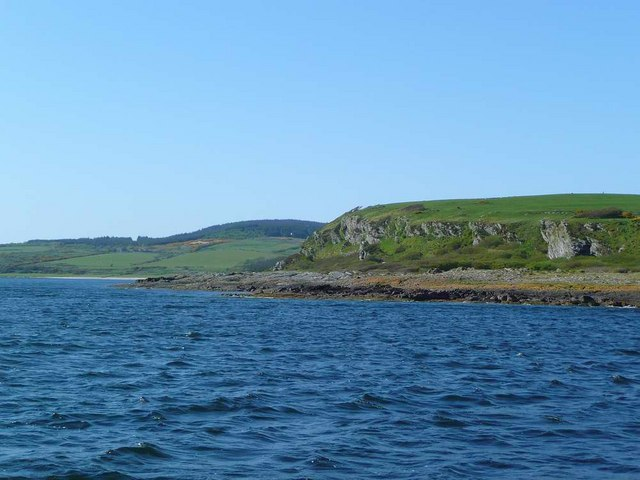
Ardlamont Point aus östlicher Richtung

Ardlamont Point, auch Aird Lamont, ist ein Kap im Süden der schottischen Halbinsel Cowal und gehört somit administrativ zu der Council Area Argyll and Bute. Es trennt den Meeresarm Loch Fyne im Westen von der Meerenge Kyles of Bute im Osten ab und markiert dabei den südlichsten Punkt Cowals. Diese Region der Halbinsel ist nur sehr dünn besiedelt und es existieren keine Siedlungen an Ardlamont Point selbst. Die nächstgelegene Ortschaft ist die kleine, drei Kilometer nordwestliche befindliche Siedlung Ardlamont, die sich um das Anwesen von Ardlamont House gebildet hat.

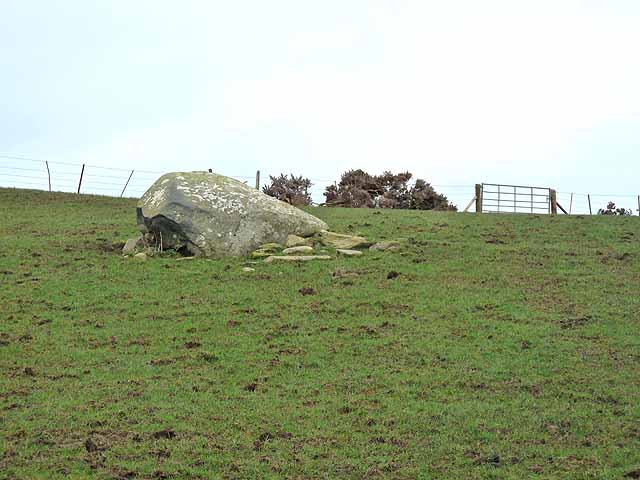
Cup-and-Ring-Markierungen von Ardlamont

Es gibt jedoch Anzeichen einer früheren Besiedlung der Landspitze in Form von Cup-and-Ring-Markierungen, die auf einer Grauwacke entdeckt wurden. Vermutlich war Ardlamont Point Schauplatz einer Schlacht zwischen den Mitgliedern des dort heimischen Clans Lamont und Truppen von der Insel Mull.
An Ardlamont Point sind aus den vergangenen zwei Jahrhunderten mehrere Schiffsunglücke verzeichnet. So sank im März 1868 die aus Glasgow stammende Margaret mit einer Ladung Kohlen an Ardlamont Point. Im Oktober 1860 zerschellte die aus Greenock stammende Jean aus Furnace kommend auf dem Weg zu ihrem Heimathafen an der Landspitze. Am folgenden Tag wurden die Leichen zweier Besatzungsmitglieder an Land gespült. Das Schiff hatte Steine geladen. Die ebenfalls in Greenock registrierte Isabella lief im März 1870 an Ardlamont Point auf Grund und musste aufgegeben werden. Sie hatte Salpeter und Schwefel geladen.